# Edward Furlong
Edward Walter Furlong (* 2. srpna 1977, Glendale, Kalifornie, Spojené státy americké) je americký herec.

## Život
Jeho předkové pocházeli z Mexika a také z Ruska. Svého otce nikdy nepoznal. Ani matka se o něj vůbec nestarala. Vyrůstal na ulici nebo u vzdálených příbuzných. Zlom v jeho životě nastal ve třinácti letech, kdy ho na pasadenské diskotéce objevila castingová agentka Mali Finnová, která mu dopomohla k roli, jež ho proslavila. Touto rolí bylo ztvárnění postavy Johna Connora po boku Arnolda Schwarzeneggera a Lindy Hamiltonové ve slavném snímku Terminátor 2: Den zúčtování režiséra Jamese Camerona. Tato role mu vynesla cenu MTV Movie Award.
Své herecké kvality dále potvrdil i ve snímku režiséra Barbeta Schroedra s názvem Předtím a potom. Zde ztvárnil roli nezdárného šestnáctiletého syna Meryl Streepové a Liama Neesona, který neúmyslně zabije svou přítelkyni, kterou si zahrála Alison Follandová.
Mezi další významné role, kterými na sebe upozornil širokou veřejnost, patří postava Dannyho Vineyarda v dnes už kultovním filmu Kult hákového kříže režiséra Tonyho Kaye. Postava neonacisty Dannyho představuje ztracenou nevinnost a mladou kulturu, přístupnou společenskému zlu. Jeho agresivní a nenávistné chování ovlivnila předchozí extrémistická činnost jeho staršího bratra Derecka, jehož si zahrál Edward Norton.
Během své dosavadní herecké kariéry získal několik cen. Jak už bylo řečeno, získal cenu MTV Movie Award za Nejlepší “průlomovou” roli, dále cenu Saturn Sci-Fi Award za Nejlepšího mladého herce ve filmu Terminátor 2: Den zúčtování a také cenu IFP Spirit Award za Nejlepší vedlejší roli, jež ztvárnil ve filmu Americké srdce.
Furlong se však kromě herectví věnoval i hudbě. V roce 1992 nahrál album Hold on Tight a také vystupoval ve videoklipu Living on the Edge (1993) skupiny Aerosmith.
Ani jeho osobní život se nevyhnul skandálům, které provázejí největší hollywoodské hvězdy. Krom alkoholu a drog je jeho jméno spojeno i s mnohými ženami světového showbyznysu. Pět let strávil po boku své snoubenky a manažerky Jacqueline Domac. Pár se rozešel v roce 1999. Poté byl dva roky vídán po boku herečky Natashy Lyonne, která je u nás známá hlavně díky teenagerovské komedii Prci, prci, prcičky. Furlong má za sebou také románky se známou party-girl Paris Hilton a modelkou Megane Nicole Shelleyovou. V roce 2006 se oženil s herečkou Rachael Bella, se kterou se setkal při natáčení snímku Jimmy a Judy. Manželům se ve stejném roce narodil syn Ethan Page Furlong. Roku 2014 se však pár rozvedl.

## Filmografie
- 1991 – Terminátor 2: Den zúčtování
- 1992 – Hřbitov domácích zvířátek
  - Americké srdce
- 1993 – Dům snů
- 1994 – Brain scan
  - Malá Oděsa
- 1995 – Luční harfa
- 1996 – Předtím a potom
  - T2 3-D: Battle Across Time
- 1998 – Kult hákového kříže
  - Pecker
- 1999 – Detroit Rock City
- 2000 – Věznice
- 2001 – The Andy Dick Show (TV seriál)
  - I Cavalieri che fecero l’impresa
- 2003 – Smrt na webu / Tři slepé myšky
- 2004 – Riders on the Storm
  - Random Acts of Kidness
  - Kriminálka New York (TV seriál)
- 2005 – Cruel World
  - Duch podzemí
  - Venice Underground
  - Vrána 4: Pekelný kněz / Vrána – Prokletá modlitba
- 2006 – Bojovníci země
  - Canes
  - Jimmy and Judy
  - Nice Guys / High Hope
  - The Visitation
- 2007 – Krvavá loupež
- 2008 – Dark Reel
- 2009 - Stoic
  - Night of the Demons
  - Darfur

### Dokumentární
- 1992 – Making of “Terminator2: Judgment Day” (TV film)
- 1993 – T2: More Than Meets the Eye (video film)
- 1994 – Aerosmith: Big Ones You Can Look at (video film)
- 1996 – Making of “Terminator2: 3-D” (TV film)
- 2001 – Porn Star: The Legend of Ron Jeremy